# Michael Durrant
Michael Durrant (* 1. Januar 1934 in Northamptonshire; † nach Juli 2018) war ein britischer Philosoph und Religionsphilosoph.
Nach dem Militärdienst (1952–1954) studierte Durrant Philosophie und Geschichte an der Universität Leeds, wo er 1958 den B.A. in beiden Fächern erwarb. 1962 erwarb er den B.Phil. am St Catherine’s College, Oxford. Danach begann Durrant seine Laufbahn am University College of South Wales and Monmouthshire (der jetzigen Cardiff University): 1962 als Assistant Lecturer in Philosophie, ab 1963 als Lecturer, ab 1972 als Senior Lecturer und ab 1978 als Reader. Unterbrochen war sie lediglich von einem Jahr an der University of Nebraska (1965–1966). 1999 ging er in den Ruhestand, war aber weiterhin aktiv als Honorary Senior Research Fellow. Durrant war Mitglied der British Society for the Philosophy of Religion und Gründungsmitglied sowie erster Präsident der European Society for the Philosophy of Religion.
Durrant arbeitete zur philosophischen Logik, zur antiken Philosophie (Aristoteles, De Anima) und zur Religionsphilosophie.

## Schriften (Auswahl)
- Sortals and the Subject-predicate Distinction. Edited by Stephen Horton. Routledge, London 2001.
- (Hrsg.): Aristotle's De Anima in Focus. Routledge, London 1993; Nachdruck 2015.
- Theology and Intelligibility. Routledge, London 1973.
- The Logical Status of ‘God’. The Function of Theological Sentences. Palgrave Macmillan, London 1973.